# Metroperiella hastingsae
Metroperiella hastingsae är en mossdjursart som först beskrevs av Soule, Soule och Chaney 1995.  Metroperiella hastingsae ingår i släktet Metroperiella och familjen Bitectiporidae. Inga underarter finns listade i Catalogue of Life.